# Vahe Leimatu'a
Vahe Leimatu'a (Distrito de Leimatu'a en tongano) es un distrito de la división administrativa de Vava'u, en Tonga. Su capital es Leimatu'a. Limita al Norte y al Oeste con el Océano Pacífico, al Sur con Neiafu y al Este con Hahake. Tiene una población de 2.873 habitantes en 2021. 